# Міжштатна автомагістраль 25
Міжштатна автомагістраль 25 (Interstate 25, I-25) — головна міжштатна автомагістраль на заході Сполучених Штатів. Це переважно шосе з півночі на південь, яке служить основним маршрутом через Нью-Мексико, Колорадо та Вайомінг довжиною 1710,36 км., (1062,77 миль). I-25 тягнеться від I-10 у Лас-Крусес, Нью-Мексико (приблизно 25 миль (40 км) на північ від Ель-Пасо, Техас, до I-90 у Баффало, Вайомінг (приблизно 60 миль (97 км) на південь від Монтани – кордон штату Вайомінг). Він проходить через або поблизу Альбукерке Нью-Мексико, Пуебло, Колорадо-Спрінгс, Денвер Колорадо, і Шаєнн, штат Вайомінг. Коридор I-25 проходить переважно в сільській місцевості, особливо у Вайомінгу, за винятком столичних районів Альбукерке, Пуебло, Колорадо-Спрінгс і Денвер.
Частина I-25 в Колорадо проходить на схід від переднього хребта Скелястих гір. Ця ділянка була залучена до масштабної реконструкції під назвою «Проєкт розширення транспорту» (T-REX) у Денвері та розширення міжштатної автомагістралі Колорадо-Спрінгс (COSMIX). Ці та інші проєкти в Нью-Мексико були необхідні, тому що ці ділянки I-25 спочатку були неадекватно спроєктовані та побудовані (тротуар швидко псувався), а також тому, що міські райони, такі як Альбукерке, Колорадо-Спрінгс і Денвер, потроїлися і населення зросло в чотири рази набагато раніше, ніж хтось передбачав ще в 1950-х і 1960-х роках. Основні роботи по автомагістралі для проєкту T-REX завершилися 22 серпня 2006 року. Проєкт COSMIX був завершений у грудні 2007 року. Кілька інших менших проєктів покращення I-25 все ще тривають у Нью-Мексико та Колорадо.

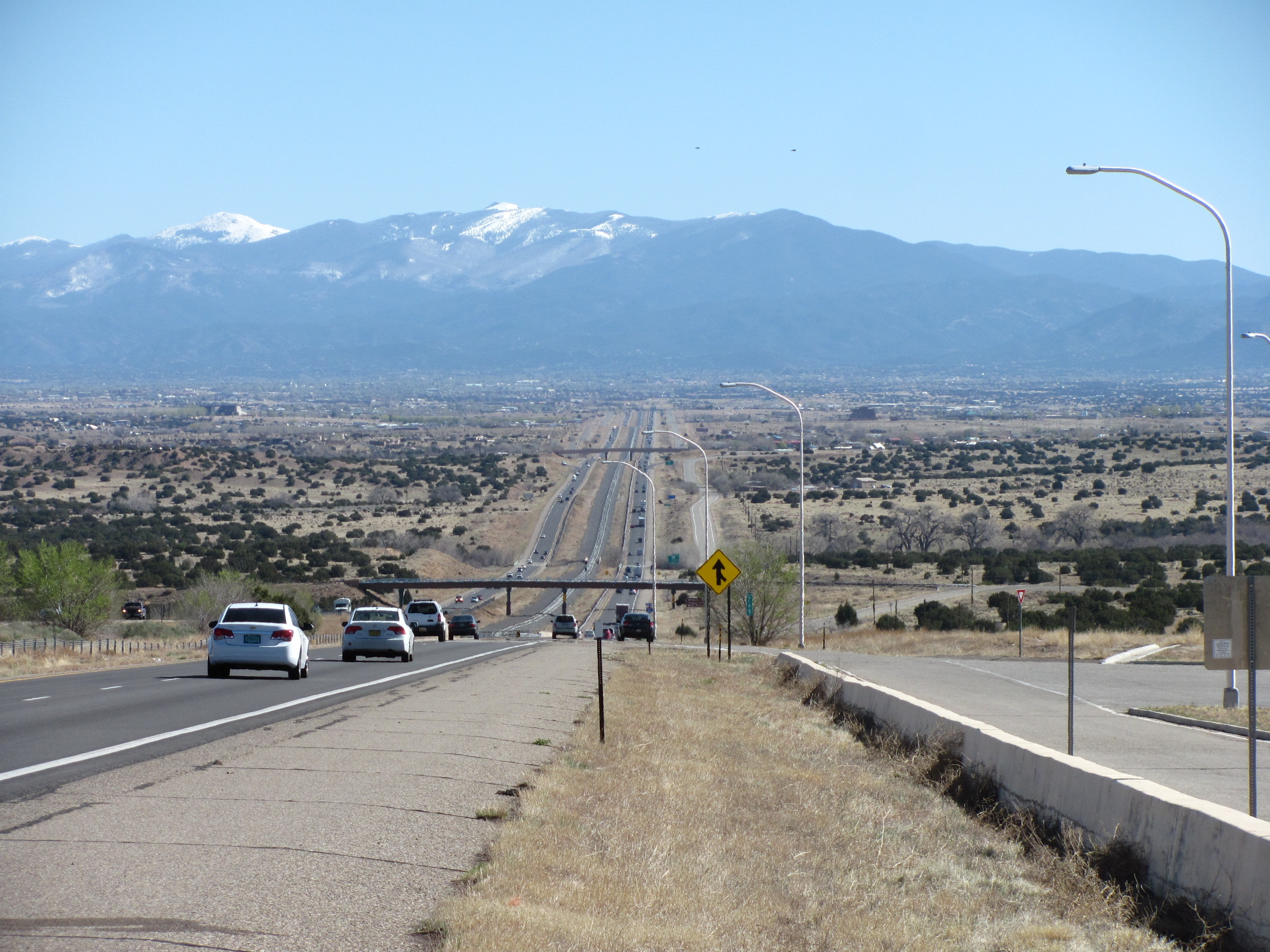
I-25 наближається до Санта-Фе (Нью-Мексико), Нью-Мексико

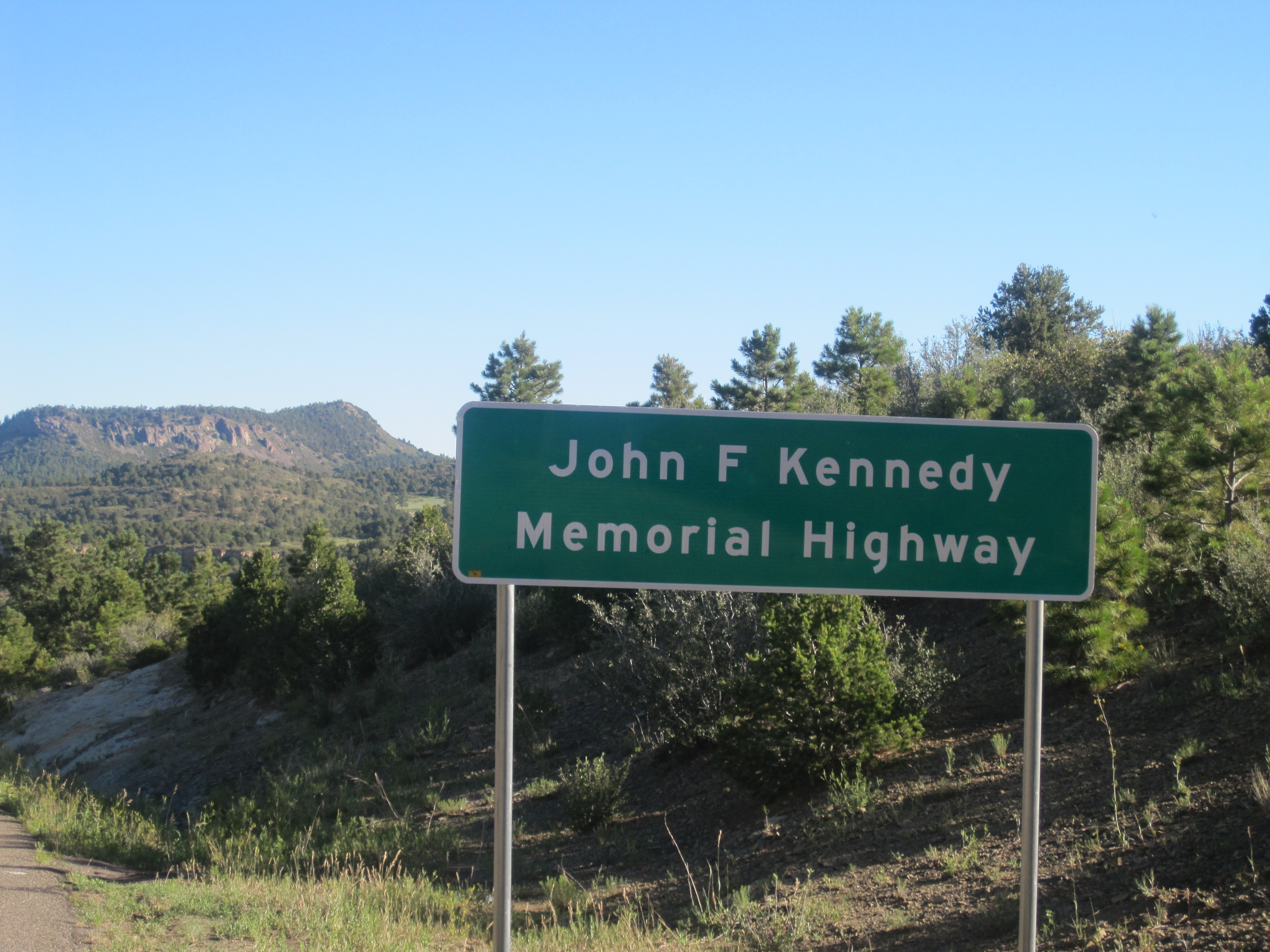
Меморіальне шосе Джона Ф. Кеннеді в мальовничому південному Колорадо.

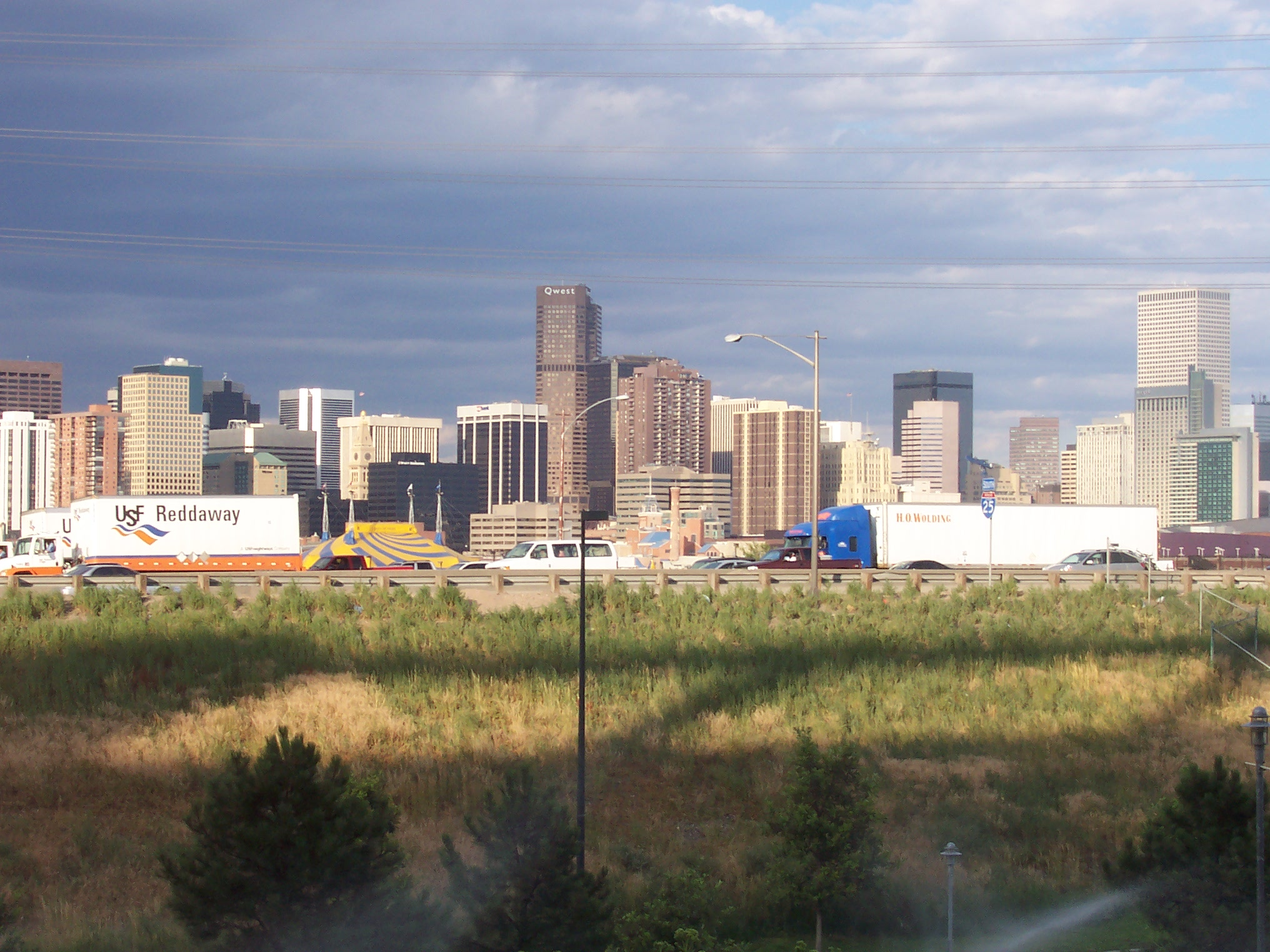
Година пік на I-25 через центр Денвера

## Опис маршруту

### Нью-Мексико
I-25 починається біля виходу I-10 144 в Лас-Крусес, на південь від кампусу Університету штату Нью-Мехіко. I-25 проходить паралельно з американським маршрутом 85 (US 85) на цьому етапі та підтримує цей паралельний шлях протягом усієї довжини маршруту в Нью-Мексико. Одразу три виходи забезпечують доступ до міста, в тому числі один за 70 США. Коли траса I-25 доїжджає до Трут-ор-Консекуенсес, вона йде паралельно до державного парку Елефант-Батт-Лейк. Від Лас-Крусес до Санта-Фе I-25 слідує за маршрутом Камін-Реаль-де-Тьєрра-Адентро.
Коли автомагістраль I-25 наближається до Альбукерке, вона має розв'язки з шосе, такими як US 380, і збігається з US 60. Далі на північ державна дорога 6 (NM 6), колишня US 66, зустрічається з I-25 у Лос-Лунас. Через Альбукерке I-25 називається автострадою "Pan American", і є часті виїзди на міські вулиці. Основна розв’язка з I-40 (яка в місті називається автострадою Коронадо) під назвою Big I.. У 2002 році він був відзначений почесною відзнакою Міністерства транспорту Сполучених Штатів і Федеральної адміністрації автомобільних доріг за відмінне проєктування міських магістралей.

### Колорадо
I-25 має багато прізвиськ у великих містах штату. У Денвері це називається Веллі-шосе, оскільки шосе проходить паралельно течії річки Саут-Платт по всьому центру міста і часто занурено нижче рівня землі. Ділянка в окрузі Ель-Пасо називається Шосе Рональда Рейгана, а через Пуебло — Меморіальне шосе Джона Ф. Кеннеді.
I-25 в'їжджає в Колорадо в 14 милях (23 км) на південь від міста Тринідад. Це головний маршрут із півночі на південь через Колорадо протяжністю 300 миль (480 км). Міждержавна автомагістраль виходить із Колорадо на півночі приблизно у восьми милях (13 км) на південь від Шаєнна, штат Вайомінг. I-25 обслуговує всі великі міста Колорадо, розташовані на схід від Скелястих гір, такі як Денвер, Колорадо-Спрінгс, Пуебло, Форт-Коллінс і Грілі. На всій відстані в Колорадо, з півночі на південь, добре видно Скелясті гори.

### Вайомінг
I-25 в'їжджає у Вайомінг у восьми милях (13 км) на південь від столиці штату Шайєнн. Після подорожі через Шаєнн I-25 продовжує рух на північ до Дугласа, проїжджаючи повз багато плато, а також залізничні колії. Зазвичай можна побачити дуже довгі потяги, що повільно рухаються вздовж цього шосе. Навколо Дугласа це міжштатне шосе трохи вигинається на захід у напрямку до Каспера. Проїхавши через Каспер, I-25 повертає на північ і йде до Баффало, де закінчується на розв’язці з I-90. Тоді I-90 забезпечує сполучення з Монтаною.

## Історія
Ділянка в Нью-Мексико між Ромеровілем і Лос-Лунас точно повторює оригінальну трасу US 66, яку пізніше було скорочено та переплановано, щоб пролягати на захід від Санта-Рози. Зараз вона замінена на I-40.